# Beata Prei
Beata Prei (ur. 16 września 1977 w Więcborku) – polska sztangistka.
Zawodniczka LKS Grom Więcbork, szkolona centralnie w Ośrodku Przygotowań Olimpijskich w Siedlcach. Olimpijka z Sydney (2000) – 8. zawodniczka w kategorii 69 kg (225 kg). Trzykrotna brązowa medalistka mistrzostw Europy w dwuboju: 1998: 69–207,5 kg; 1999: 69–222,5 kg; 2000: 75–227,5 kg.
7-krotna mistrzyni Polski: 1994 – 59 kg, 1995 i 1996 – 64 kg, 1997 – 76 kg, 1998, 1999, 2000 – 75 kg. Była rekordzistka Polski w podrzucie (130 kg – 2000) i dwuboju (227 kg – 2000) kategorii 75 kg. W sumie ustanowiła 30 rekordów Polski seniorek w kategoriach wagowych 59 kg, 64 kg, 70 kg i 76 kg obowiązujących w latach 1993–1997 oraz 37 rekordów Polski seniorek w kategoriach wagowych 69 i 75 kg.